# Municipio de Hobart (Dakota del Norte)
El municipio de Hobart (en inglés: Hobart Township) es un municipio ubicado en el condado de Barnes en el estado estadounidense de Dakota del Norte. En el año 2010 tenía una población de 111 habitantes y una densidad poblacional de 1,19 personas por km².

## Geografía
El municipio de Hobart se encuentra ubicado en las coordenadas 46°56′11″N 98°7′2″O / 46.93639, -98.11722. Según la Oficina del Censo de los Estados Unidos, el municipio tiene una superficie total de 93.39 km², de la cual 89,04 km² corresponden a tierra firme y (4,65 %) 4,35 km² es agua.

## Demografía
Según el censo de 2010, había 111 personas residiendo en el municipio de Hobart. La densidad de población era de 1,19 hab./km². De los 111 habitantes, el municipio de Hobart estaba compuesto por el 98,2 % blancos, el 1,8 % eran amerindios. Del total de la población el 0 % eran hispanos o latinos de cualquier raza.